# Úsov
Úsov (hanakisch Hósov, deutsch Mährisch Aussee, früher Aussee, jiddisch Aßjwa) ist eine Stadt in Tschechien im  Okres Šumperk.

## Geographie
Die Stadt liegt in Mähren  14 Kilometer südöstlich von Zábřeh  (Hohenstadt an der March)   im Ausseer Hügelland (Úsovská vrchovina) am Bach Doubravka. Südlich erstreckt sich das Landschaftsschutzgebiet CHKO Litovelské Pomoraví.
Nachbarorte sind Klopina im Norden, Pískov und Holubice im Nordosten, Dědinka und Zadní Újezd im Osten, Medlov und Hlivice im Südosten, Králová im Süden, Moravičany im Südwesten, Stavenice und Třeština im Westen sowie Police im Nordwesten.

## Geschichte

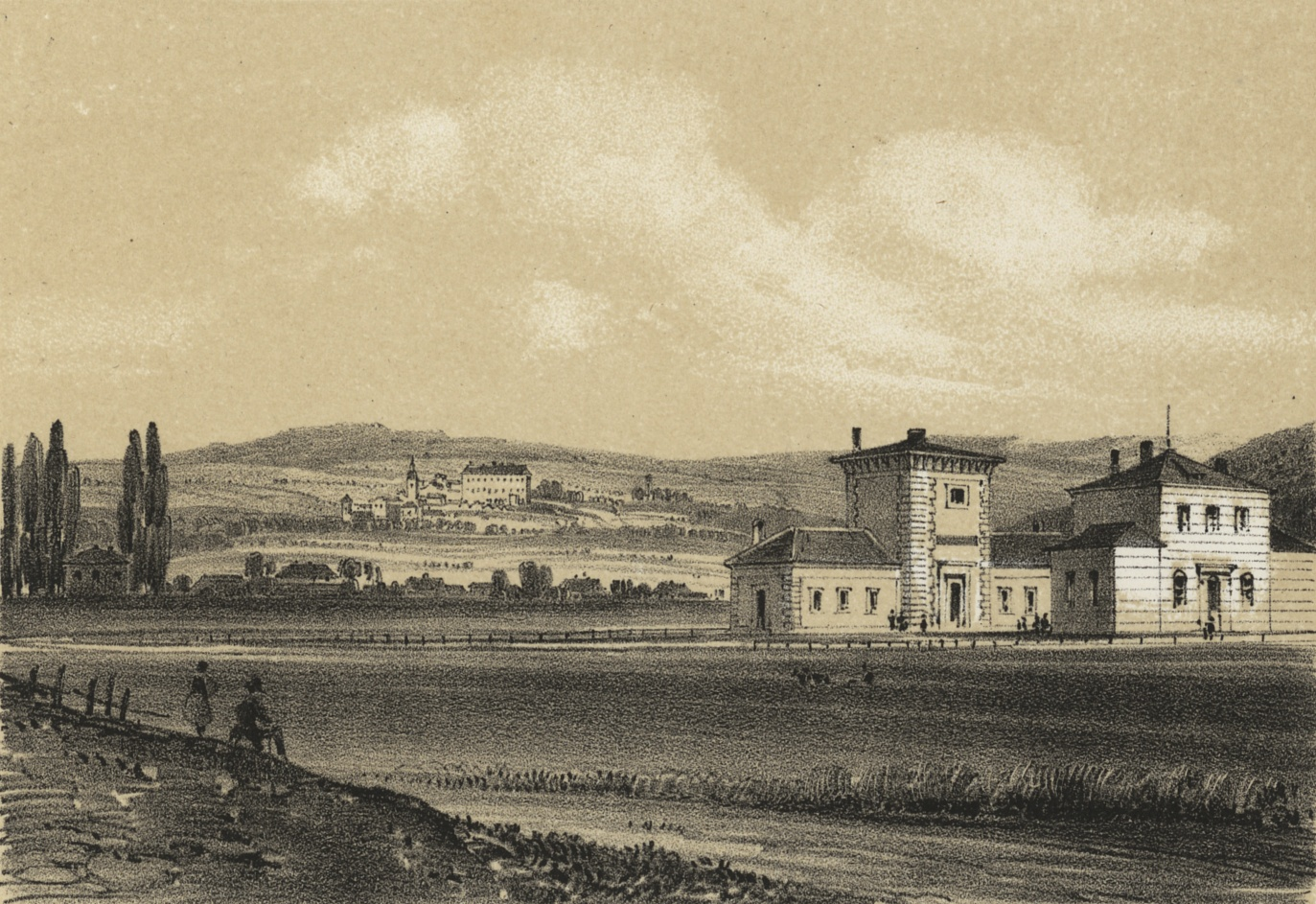
Station Müglitz um 1845, mit der Stadt Aussee im Hintergrund

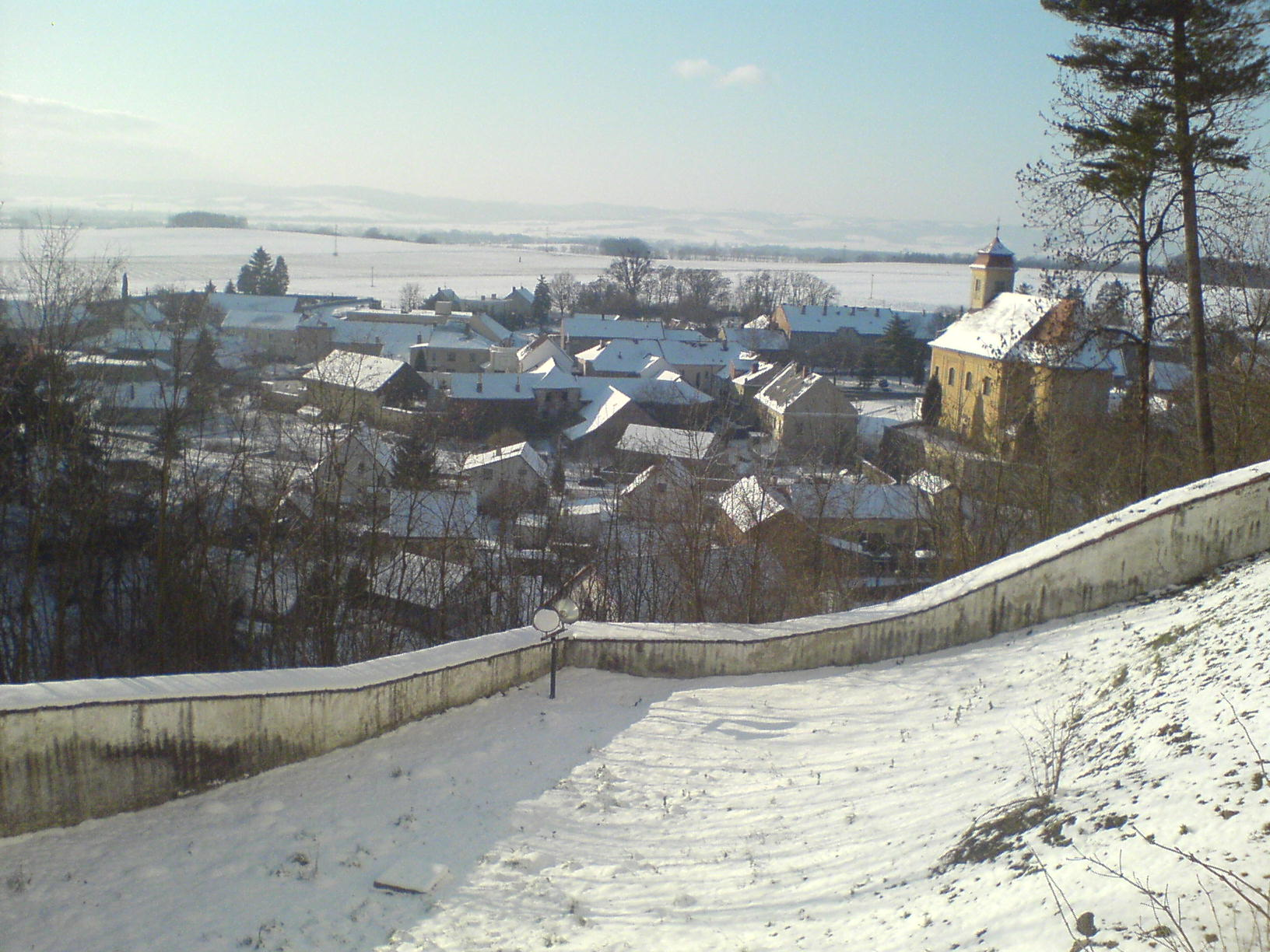
Teilansicht der Stadt

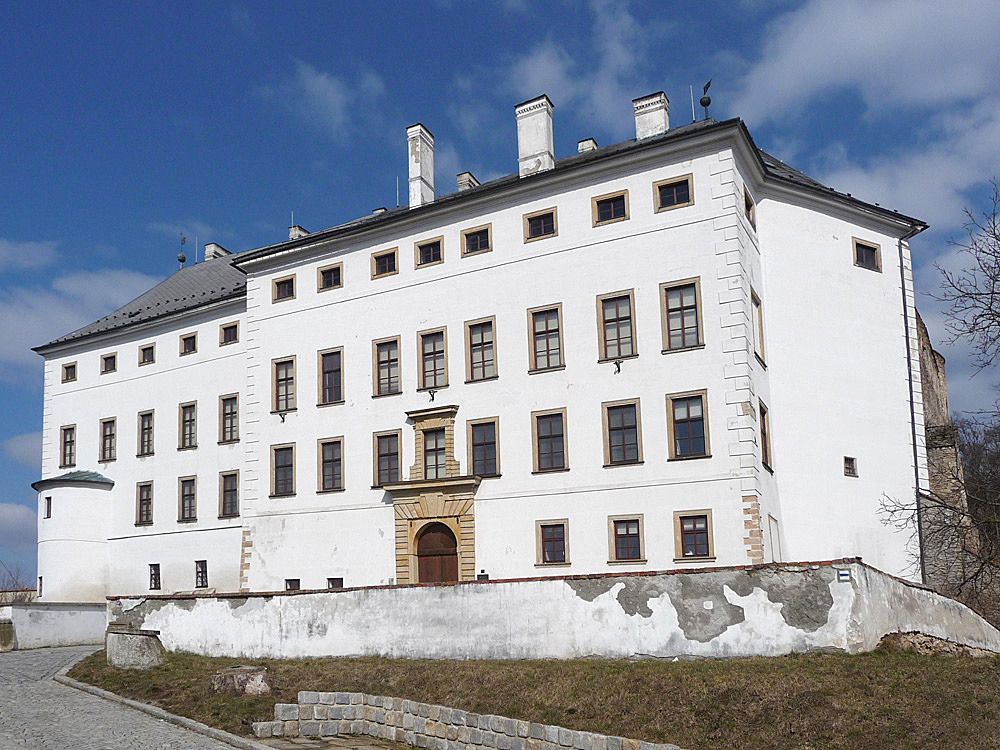
Schloss Aussee

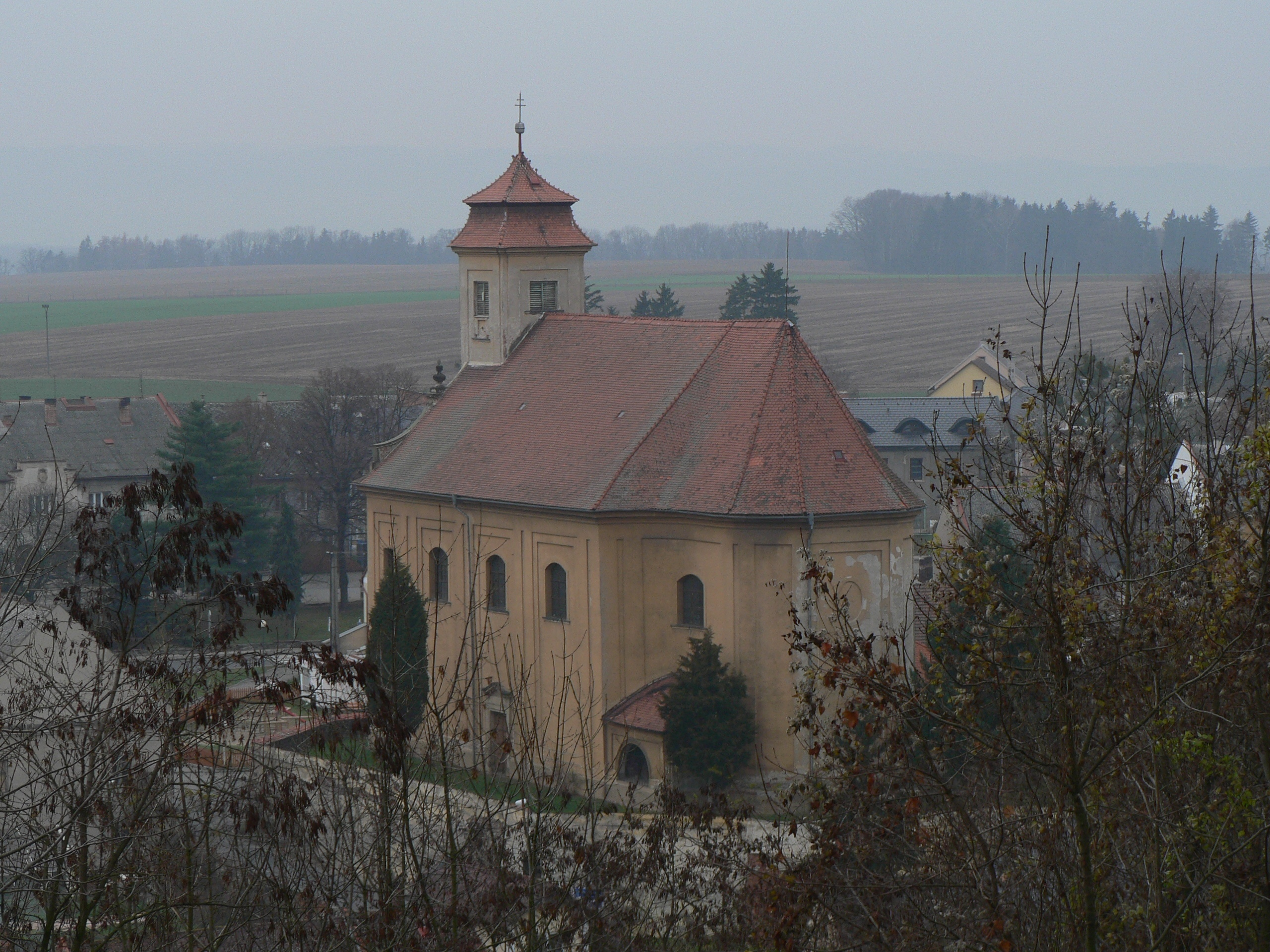
Klosterkirche

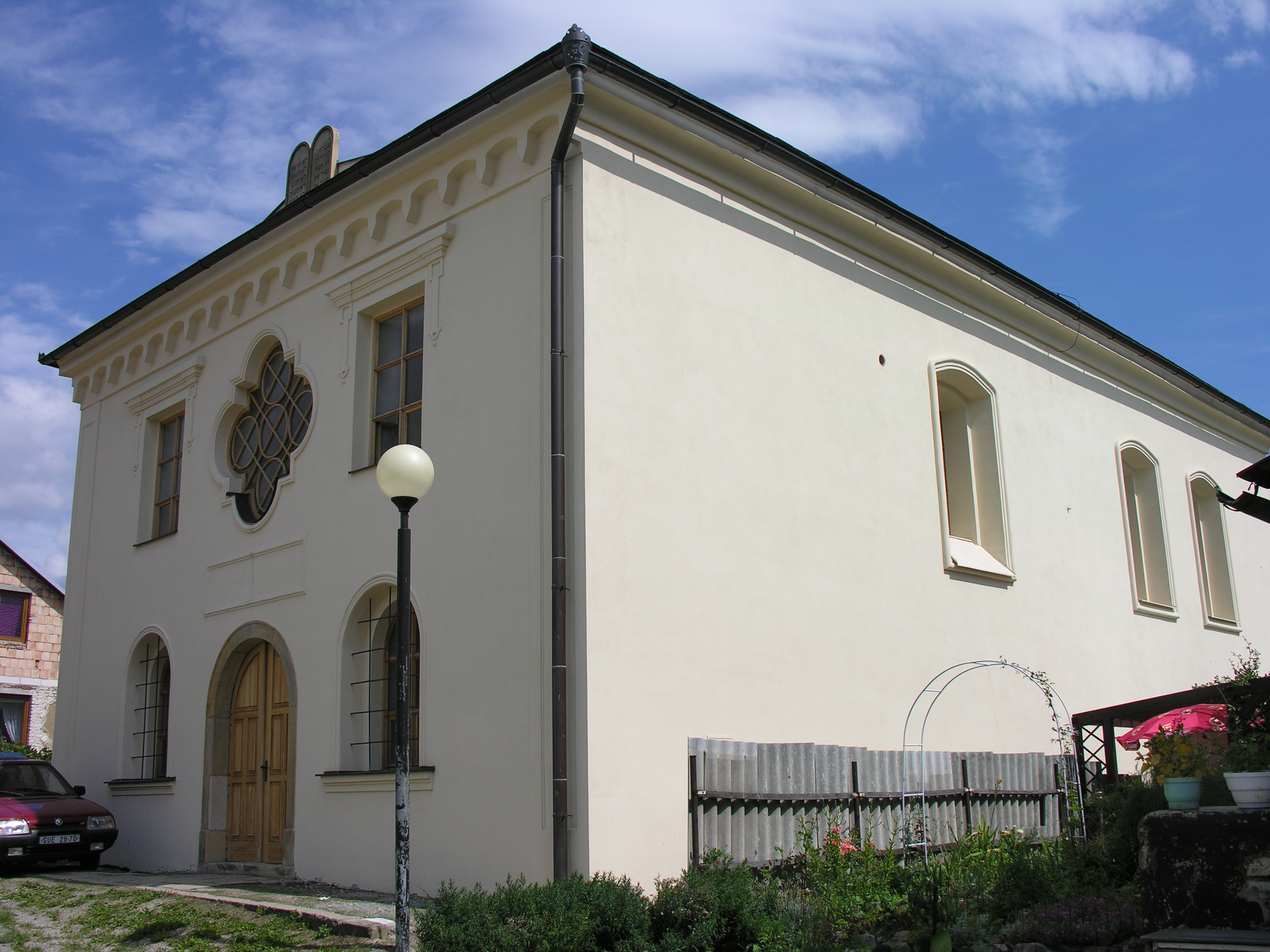
Synagoge

Die erste urkundliche Erwähnung des Ortes erfolgte 1260 im Zuge der Überlassung der Burg an den Olmützer Kastellan Ägidius von Schwabenitz für treue Dienste. Im Jahre 1276 fiel die Burg wieder an die Markgrafen von Mähren zurück. Im Jahre 1408 erhielt Johann von Wlaschim die Burg als Pfand. Unter der Herren von Wlaschim erfolgte 1487 ein Umbau der Burg. Nachdem Ladislaus von Boskowitz 1513 den Besitz erworben hatte, ließ er die Burg zum Renaissanceschloss umgestalten. Während der Herrschaft des Albrecht von Boskowitz gehörten zu den 58 Bürgern der Stadt drei Juden. Die Anzahl der Juden stieg in den nachfolgenden Jahren kontinuierlich an. Mit dem Tode vom Johann Schembera Černohorský von Boskowitz fiel dessen Erbe 1597 an seinen Schwiegersohn Karl I. von Liechtenstein. Östlich des Ortes wurde bei Starzendorf Eisenerz gefördert und in Aussee arbeiteten Eisenhämmer. Während des Dreißigjährigen Krieges lag der Ort darnieder und die Hammerwerke erloschen. 1830 umfasste die jüdische Gemeinde 656 Menschen, das war etwa ein Viertel der Gesamteinwohnerzahl.
Nach der Aufhebung der Patrimonialherrschaften bildete Mährisch Aussee ab 1850 mit den Ortsteilen Kilch, Schloßhäuseln und Waitzenfeld eine Stadtgemeinde im Bezirk Hohenstadt. Im Schloss, das den Liechtensteinern nur für gelegentliche Aufenthalte gedient hatte, wurde 1852 die Mährisch-Schlesische höhere Forstschule eingerichtet. In der zweiten Hälfte des 19. Jahrhunderts verlor die Stadt an Bedeutung. Sie blieb ein Ackerbürgerstädtchen ohne Industrie. In dieser Zeit setzte auch eine Abwanderung der Juden ein.
1867 erfolgte die Verlegung der Forstschule auf die Burg Eulenberg. Im Jahre 1880 lebten im Mährisch Aussee 2151 Menschen. 1901 eröffneten die Liechtensteiner im Schloss ein Jagd- und Waldmuseum. Ein Jahr später wurde die Stadt an das Eisenbahnnetz angeschlossen. 1930 hatte die Stadt 1493 Einwohner, davon waren 866 Deutsche und 20 Juden. Nach dem Münchner Abkommen wurde die Stadt 1938 dem Deutschen Reich zugeschlagen und gehörte bis 1945 zum Landkreis Hohenstadt, Regierungsbezirk Troppau, im Reichsgau Sudetenland. 1939 lebten in Mährische Aussee 1420 Menschen. Während der Reichspogromnacht wurde die Synagoge verwüstet. 
Nach dem Ende des Zweiten Weltkrieges wurden die Liechtensteiner enteignet, gleichzeitig begann auch die Vertreibung der Deutschen. 1950 hatte die Stadt nur noch 933 Einwohner. Seit 1961 gehört Úsov zum Okres Šumperk. 1985 wurde Bezděkov u Úsova, das zuvor zu Police gehörte, eingemeindet. 1990 wurde das Jagd- und Waldmuseum wiedereröffnet.

### Bevölkerungsentwicklung
| Jahr | Einwohner | Anmerkungen              |
| ---- | --------- | ------------------------ |
| 1900 | 1.756     | meist deutsche Einwohner |
| 1930 | 1.493     | [ 3 ]                    |
| 1939 | 1.420     | [ 3 ]                    |

## Ortsgliederung
Die Stadt Úsov besteht aus den Ortsteilen Bezděkov u Úsova (Bezdiek) und Úsov (Mährisch Aussee) sowie dem Ortslagen Pančava (Waitzenfeld) und Židovská obec (Kilch).

## Sehenswürdigkeiten
- Schloss Úsov, die seit 1260 nachweisbare Burg wurde später zu einem Schloss im Stile eines französischen Kastells umgebaut. Es war das einzige Bauwerk dieser Art in Mähren. 1691 wurde es für Johann Adam Andreas von Liechtenstein barock umgestaltet. Im Schloss befindet sich das Jagd- und Waldmuseum.
- Kirche des hl. Ägidius
- Wallfahrtskapelle St. Rochus, südöstlich der Stadt, gestiftet als 1624 Pestkapelle durch Anna von Liechtenstein.
- Synagoge, erbaut 1784/85 anstelle eines 1722 abgebrannten Vorgängerbaus aus dem Jahre 1688
- Jüdischer Friedhof mit Trauerhalle
- Statue des hl. Johannes von Nepomuk, unterhalb des Schlosses
- dreiseitiges Marterl

## Söhne und Töchter der Stadt
- Siegfried Langer (1857–1882), österreichischer Orientalist und Arabienforscher
- Leo Fleischmann (1871–1932), Zahnmediziner
- Vlastimil Artur Polák (1914–1990), Lyriker